# Société tuniso-andalouse de ciment blanc
La Société tuniso-andalouse de ciment blanc (SOTACIB) est une entreprise tunisienne spécialisée dans la fabrication et l'exportation de ciment blanc. Son site de production, situé à Fériana dans le gouvernorat de Kasserine, assure une disponibilité en ciment blanc sur tout le marché tunisien ainsi qu'une forte présence sur le marché algérien et ouest-africain.

## Histoire
Créée en 1983, avec un capital détenu par des actionnaires tunisiens et algériens, elle est initialement nommée Société tuniso-algérienne de ciment blanc. L'usine, mise en service en novembre 1987, offre alors une capacité initiale de production de 200 000 tonnes de clinker par an. Par la suite, plusieurs améliorations sont apportées au processus de production pour atteindre une production de 300 000 tonnes de clinker blanc par an.
En 2003, un projet de privatisation de la Société tuniso-algérienne de ciment blanc est entamé et dirigé par le groupe bancaire français BNP Paribas afin d'accompagner les États tunisien et algérien dans la préparation, l'exécution et la finalisation de l'opération. Le projet n'aboutit qu’en 2004 par la cession de la totalité des parts au groupe industriel espagnol PRASA. La Société tuniso-algérienne de ciment blanc devient alors la Société tuniso-andalouse de ciment blanc.
Fin 2007, à la faveur d'une augmentation de capital, le groupe cimentier espagnol Cementos Molins acquiert 65 % du capital de la SOTACIB et devient alors l'actionnaire majoritaire.
En 2008, la SOTACIB confie au groupe français Polysius la construction d'une deuxième ligne de ciment blanc complète, d'une capacité de production de 1 000 tonnes par jour, entrée en service en septembre 2009. Cette nouvelle ligne fait passer la capacité de production de clinker blanc de la cimenterie de 300 000 tonnes à plus de 600 000 tonnes en 2010.
En 2011, le groupe SOTACIB s'élargit en créant une nouvelle société, SOTACIB Kairouan, afin d'entamer le projet de construction d'une usine de ciment gris sur le site d'El Baten à Kairouan, avec une capacité de production de 1,1 million de tonnes de ciment gris par an.